# George de Benneville
George de Benneville (* 26. Juli 1703 in London; † 19. März 1793) war Mediziner und ein früher Vertreter des nordamerikanischen Universalismus.

## Leben und Wirken
Benneville wurde 1703 in London als jüngster von insgesamt neun Söhnen einer aristokratischen Familie hugenottisch-französischer Herkunft geboren. Sein Vater Georges de Benneville war ein aus Rouen in der Normandie stammender Aristokrat, der am Hof Williams III. beschäftigt war. In seiner Jugendzeit fuhr Benneville zur See und begann sich kritischer mit seiner calvinistischen Herkunft auseinanderzusetzen. Zurück in London verweigerte man ihm aufgrund seiner Ablehnung der Prädestinationslehre die Aufnahme in die französisch-reformierte Kirche. Später reiste er in die Normandie, wo er zwei Jahre bei den Kamisarden (einer Untergruppe der französischen Hugenotten) predigte, bevor er verhaftet und zum Tode verurteilt wurde. Nur aufgrund einer Begnadigung durch den französischen König Louis XV. konnte er sein Leben retten. Von Frankreich aus reiste er schließlich nach Deutschland und in die Niederlande, wo er sich zwischen 1723 und 1741 aufhielt und vor allem als Prediger auftrat. Hier traf er auch auf radikal-pietistische Gruppen wie die Tunker und die spiritualistischen Schwenkfeldianer. In Deutschland traf er auch auf Johann Conrad Beissel, der später nach Pennsylvania emigrierte und dort 1723 das Ephrata Cloister gründete. Etwa zur gleichen Zeit begann Benneville auch Medizin zu studieren. Nachdem der deutsche Mystiker Johann Christoph Sauer 1724 nach Pennsylvania ausgewandert war und von dort deutsche Pietisten in mehreren Briefen zur Emigration aufrief, entschloss sich auch Benneville zur Ausreise nach Nordamerika, wo er in Sauers Druckerei unter anderem beim Druck der als Sauer-Bibel bekannt gewordenen Bibelausgabe mithalf. Hier übersetzte Benneville auch das Ewige Evangelium von Paul Siegvolk (George Klein-Nicolai) ins Englische. Später siedelte er ins pennsylvanische Oley Valley über, wo er als Arzt tätig wurde und dort 1745 Esther Bertolet heiratete, mit der sieben gemeinsame Kinder bekam. In dieser Zeit stand er auch in Kontakt mit den Herrnhutern und den Schwarzenau Brethren und anderen protestantischen Gruppen und besuchte auch mehrmals das von Beissel gegründete Ephrata Cloister.
1757 übersiedelte die Familie nach Bristol bei Philadelphia, wo er sich weiterhin als Arzt betätigte. Während der Schlacht von Germantown 1777 im Amerikanischen Unabhängigkeitskrieg half er Verletzte zu behandeln. 1781 traf Benneville den universalistischen Prediger Elhanan Winchester, mit dem er zwischen 1781 und 1787 in Pennsylvania, New Jersey und Virginia auf Missionsreise ging.
1793 starb Benneville an den Folgen eines Schlaganfalles. Seine Frau Esther starb zwei Jahre später.